# Wysall
Wysall est un village du Nottinghamshire, en Angleterre.